# O2O
온라인 투 오프라인(Online to offline, O2O)은 디지털 환경 내에서 소비자가 실제 비즈니스에서 상품이나 서비스를 구매하도록 유도하는 시스템을 설명하기 위해 디지털 마케팅에 사용되는 문구이다.

## 정의
O2O는 "온라인에서 오프라인으로"(Online to Offline)를 의미할 뿐만 아니라 "오프라인에서 온라인으로"(Offline to Online)를 의미하며 온라인과 실제 세계, 특히 소매 및 전자상거래 사이의 양방향 흐름뿐만 아니라 브랜드 마케팅과 쇼핑객 또는 판매 시점 마케팅 노력 간의 양방향 흐름을 나타낸다. 구매 결정에 영향을 미친다. 예를 들어, 소비자는 온라인에서 광고를 보고 매장을 방문하도록 유도될 수도 있고, 실제 매장에 있었지만 궁극적으로 다양한 이유(선택, 가격, 편의성 등)로 인해 온라인으로 구매할 수도 있다. O2O에는 다양한 측면이 있으며, 기업은 마찰 없는 흐름에 대한 소비자의 기대를 충족시키기 위해 점점 더 많은 어려움을 겪고 있다.
처음에는 이 용어가 QR 코드 마케팅 활동에 적용되었지만 이후 발전했다. 온라인 매장과 실제 소매점을 모두 갖춘 기업을 가리키는 옴니채널과 혼동되는 경우가 많다.
O2O는 고객이 구매를 완료하기 위해 실제 장소로 이동하도록 유도하는 온라인 트리거를 의미하기도 하지만, 그 반대일 수도 있다. 최신 O2O 이니셔티브의 한 측면은 온라인으로 결제한 후 제품을 픽업하는 기능이다. 소매업체의 실제 매장이나 제3자 매장과 같은 오프라인 장소에 있다. 또 다른 O2O 기능은 온라인에서 구매한 상품을 매장 오프라인 매장으로 반품하는 것이다.
스타트업 세계에서 투자자는 일반적으로 온라인에서 오프라인으로 같은 다른 비즈니스 모델을 고수하지 않기 때문에 "오프라인에서 온라인으로" 전략에 대해 듣는 데 익숙하다.

## 비판
이 표현은 초기에는 비논리적이라는 비판을 받았다. 그러나 광범위한 채택으로 인해 이러한 비판이 많이 무뎌졌다.

## 같이 보기
- 모바일 마케팅
- 온라인 광고
- C2C (전자 상거래)
- B2B
- 사용자 경험